# Вагове
Вагове — торговий податок за зважування товарів на місцевих торгах і ярмарках Лівобережної України у 2-й половині 17-18 ст. його збирали власники важниць. У деяких випадках вагове надходило до Військового скарбу Гетьманщини, а в період правління в ній 1-ї і 2-ї Малоросійської колегій — до царської казни.